# Invershin
Invershin is een dorp in de Schotse council Highland in het Lieutenancy area Sutherland. En ligt ongeveer 10 kilometer van Lairg. 
Invershin wordt bediend door een spoorwegstation op de Far North Line.